# Stassia Tolstaïa
Stassia Tolstaïa (russe : Стася Толстая), née Anastassia Pavlovna Venkova (russe : Анастасия Павловна Венкова) le 19 décembre 1997 à Saint-Pétersbourg, est une actrice, scénariste et réalisatrice russe de cinéma et de théâtre.

## Biographie
En 2017, elle reçoit le prix de la meilleure jeune réalisatrice au Festival du film de mode de Sarajevo en Bosnie-Herzégovine pour son premier film Kafe „Polnotch’.
En 2018, elle a joué le rôle principal féminin dans la pièce Ivanov d'après Tchekhov au théâtre Vakhtangov. Elle a également réalisé une partie du clip vidéo du groupe Serebro pour la chanson V kosmosse (В космосе, litt. « Dans l'espace »).
En 2019, elle obtient un diplôme rouge à la VGIK (atelier de Sergueï Soloviov). Elle met en scène son spectacle de fin d'études Fedora d'après le roman de Thomas Tryon, dont la première a eu lieu à Iasnaïa Poliana. Elle a également joué dans L'Orage (ru) de Grigori Konstantinopolski et a présenté le film au festival Kinotavr.
En 2020 sort le film Uti-Uti-Uti (ru) de Sergueï Soloviov, que Venkova scénarise et dans lequel elle interprète le rôle principal. Venkova a présenté le film au Festival du film de Rotterdam,,.
Elle a animé les cérémonies d'ouverture et de clôture du Festival du film L'esprit du feu 2018, 2019, 2020 et du festival du film Sainte-Anne 2020.

## Filmographie

### Réalisatrice
- 2023 : Attirance secrète (ru) (Тайное влечение)
- 2025 : Le Bonheur familial (Семейное счастье), d'après le roman Le Bonheur conjugal de Léon Tolstoï